# Епархия Ла-Кросса
Епархия Ла-Кросса (лат. Dioecesis Crossensis) — епархия Римско-Католической церкви с центром в городе Ла-Кросс, штат Висконсин, США. Епархия Ла-Кросса входит в митрополию Милуоки. Кафедральным собором епархии Ла-Кросса является Собор святого Иосифа Труженика.

## История
3 марта 1868 года Святой Престол учредил епархию Ла-Кросса, выделив её из епархии Милуоки.
3 мая 1905 года и 22 декабря 1945 года епархия Ла-Кросса передала часть своей территории новым епархии Сьюпириора и епархии Мадисона.

## Ординарии епархии
- епископ Михаэль Хайсс[англ.] (03.03.1868 — 14.03.1880) — назначен архиепископом-коадъютором, позднее архиепископ Милуоки
- епископ Килиан Каспер Флэш[англ.] (14.06.1881 — 03.08.1891)
- епископ Джеймс Швебах[англ.] (14.12.1891 — 06.06.1921)
- епископ Александр Джозеф Макгэвик[англ.] (21.11.1921 — 25.08.1948)
- епископ Джон Патрик Трейси[англ.] (25.08.1948 — 11.10.1964)
- епископ Фредерик Уильям Фрекинг[англ.] (30.12.1964 — 10.05.1983)
- епископ Джон Джозеф Пол[англ.] (14.10.1983 — 10.12.1994)
- епископ Рэймонд Лео Берк (10.12.1994 — 02.12.2003) — назначен архиепископом Сент-Луиса, кардинал с 2010
- епископ Джером Эдвард Листецки[англ.] (29.12.2004 — 14.11.2009) — назначен архиепископом Милуоки
- епископ Уильям Патрик Каллахан[англ.] (11.06.2010 — 19.03.2024)
- епископ Джерард Уильям Баттерсби[англ.] (с 19.03.2024)

## Источник
- Annuario Pontificio, Libreria Editrice Vaticana, Città del Vaticano, 2003, ISBN 88-209-7422-3